# تاشا دانورز
تاشا دانورز (انگلیسی: Tasha Danvers؛ زادهٔ ۱۹ سپتامبر ۱۹۷۷) ورزشکار دو و میدانی اهل بریتانیا است.